# Callitris hugelii
Callitris hugelii är en cypressväxtart som först beskrevs av Hort. och Élie Abel Carrière, och fick sitt nu gällande namn av João Manuel Antonio do Amaral Franco. Callitris hugelii ingår i släktet Callitris och familjen cypressväxter. Inga underarter finns listade i Catalogue of Life.